# Відомчий акт
Відомчий акт — підзаконний нормативний акт (указ, інструкція, нормативний наказ та ін.), що видається в межах компетенції того чи іншого органу виконавчої влади (міністерства, комітету, відомства), який містить вторинні (похідні) норми, що розкривають і конкретизують первинні норми, приймаються на їх підставі, спрямовані на їх виконання.